# Michigan Avenue

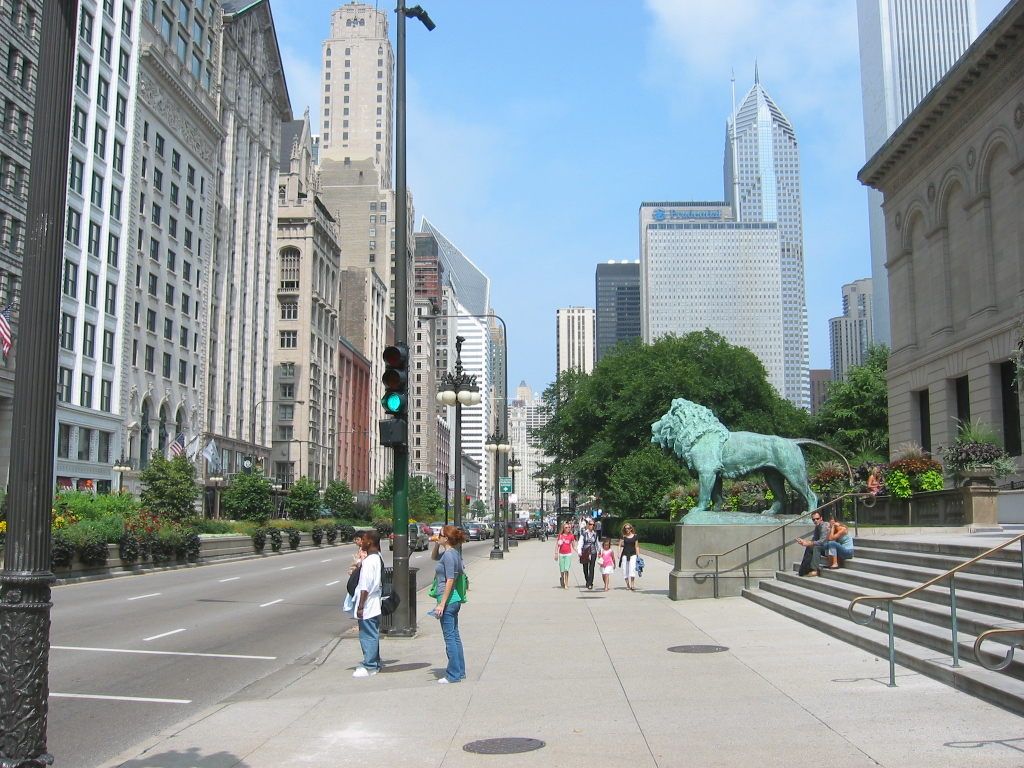
Michigan Avenue bij het Art Institute of Chicago in noordelijke richting

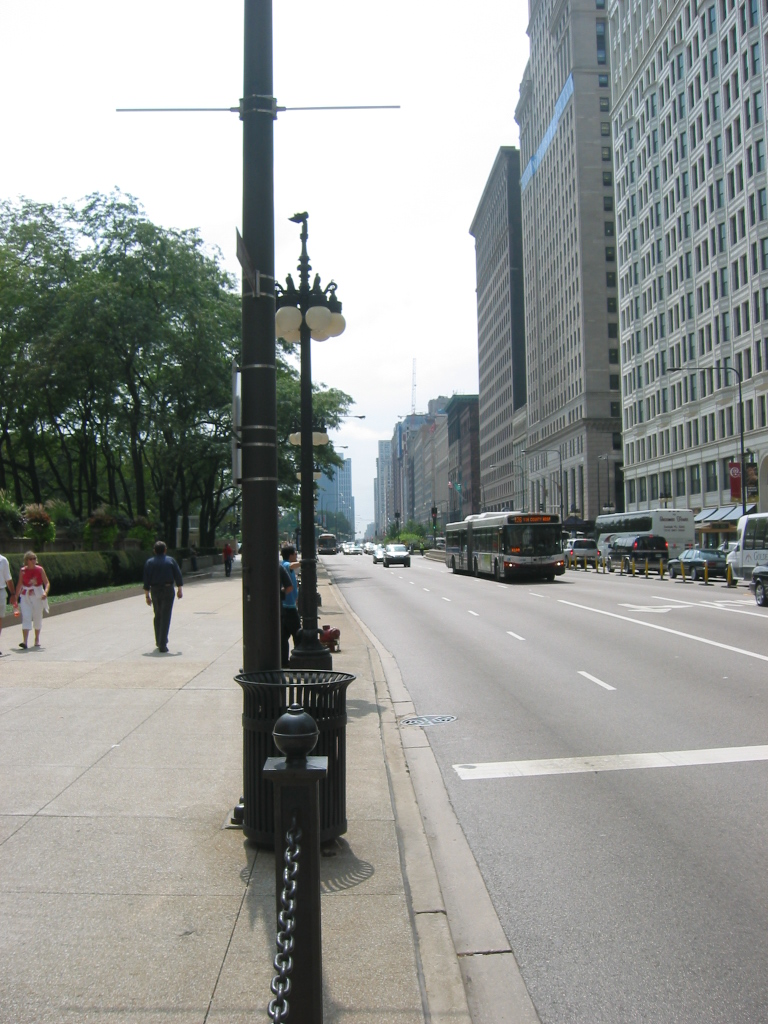
...en in zuidelijke richting

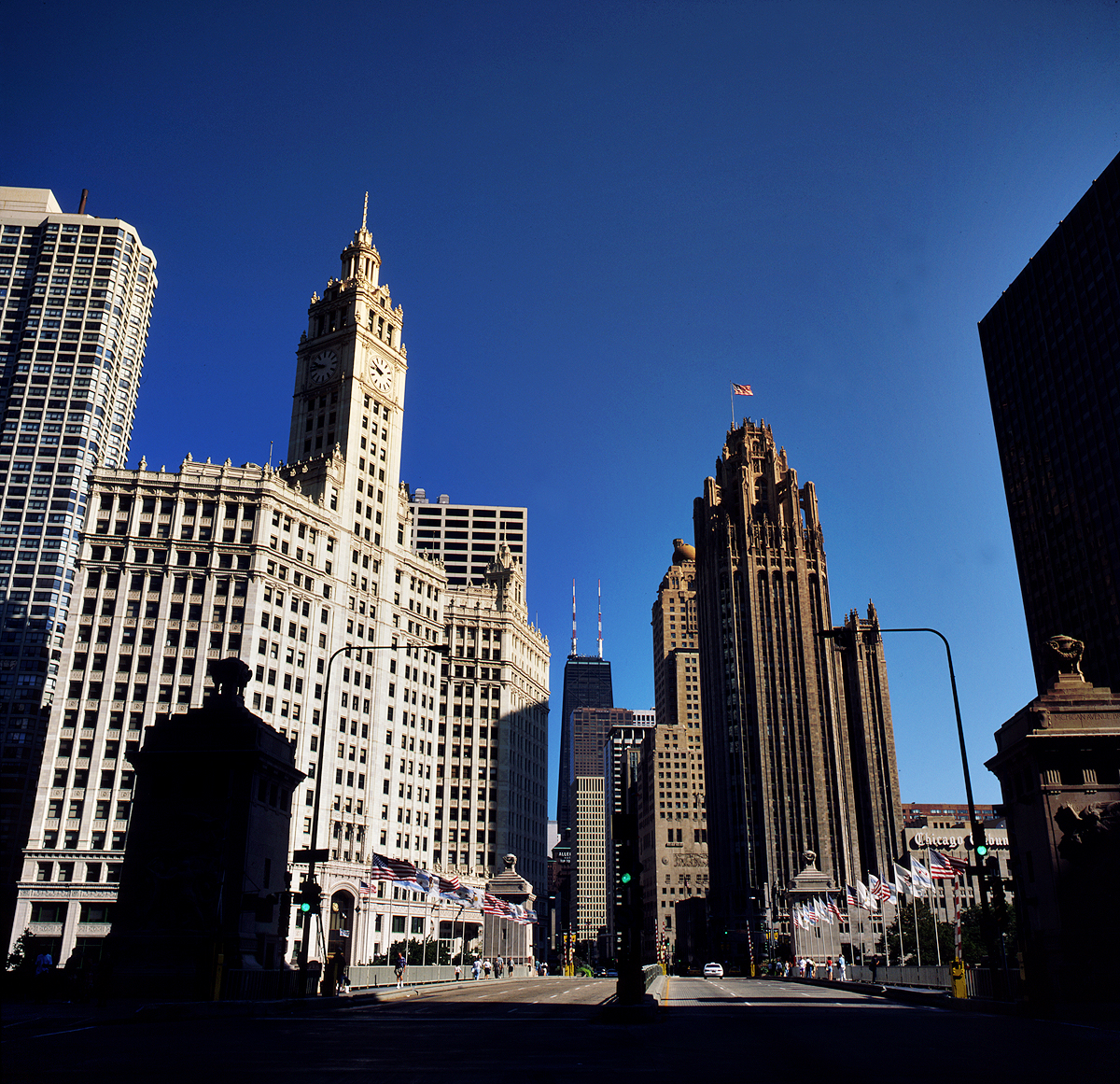
Begin van de Magnificent Mile

Michigan Avenue is een belangrijke noord-zuidverbindingen in Chicago. De straat is een van de bekendste van de stad, vanwege de vele bezienswaardigheden en de vele winkels. De straat steekt via de Michigan Avenue Bridge de Chicago River over.

## Geschiedenis
Het oudste gedeelte van Michigan Avenue is het gedeelte dat momenteel aan de westzijde van het Grant Park loopt. De naam is afgeleid van het Michiganmeer dat tot 1871 onmiddellijk aan de oostzijde van Michigan Avenue grensde. De straat liep op dat moment vanaf de Chicago River in het noorden tot aan de stadsgrenzen in het zuiden. Oorspronkelijk stonden aan Michigan Avenue hoofdzakelijk woonhuizen. In de jaren 1860 domineerden grote huizen de straat. Tijdens de grote brand van Chicago in 1871 werden alle gebouwen aan de Avenue ten noorden van Congress Street tot aan de Chicago River vernietigd. Onmiddellijk na de brand bleef de straat een woonstraat, maar zij grensde niet meer direct aan de oever van het meer. Vanaf het begin van de jaren 1880 werd Michigan Avenue steeds meer het middelpunt van het zakendistrict.

## Magnificent Mile
Michigan Avenue eindigde oorspronkelijk aan de Chicago River. De straat ten noorden van de rivier heette oorspronkelijk Pine Street. Al in 1891 werden er plannen voorgesteld om Michigan Avenue noordwaarts uit te breiden. Er ontstonden plannen voor een tunnel die Michigan Avenue met Pine Street zou verbinden. Een redactioneel artikel van de Chicago Tribune uit 1903 stelde de bouw van een basculebrug voor. Uiteindelijk werd de Michigan Avenue Bridge gebouwd in de periode 1918-1920 en Pine Street werd omgedoopt tot North Michigan Avenue.
Vandaag de dag staat het gebied ten noorden van de Chicago River bekend als de Magnificent Mile (Prachtige Mijl). Langs dit gedeelte van de straat staan luxueuze warenhuizen, restaurants, kantoorgebouwen en hotels. De Magnificent Mile is vooral bekend bij toeristen en de rijke inwoners van Chicago. Bekende media zijn eveneens gevestigd aan de Magnificent Mile, zoals de Chicago Tribune in de Tribune Tower.
De Magnificent Mile wordt omringd door vele wolkenkrabbers. Het oudste bouwwerk is de Chicago Water Tower uit 1869. Bij de Chicago River staan de sierlijke Tribune Tower en het Wrigley Building. Aan de noordzijde van de straat staat het beroemde John Hancock Center, het art deco Palmolive Building en het One Magnificent Mile.

## Michigan Avenue South
De straat heet ten zuiden van de Chicago River tot aan Madison Street North Michigan Avenue waarna ze verdergaat als South Michigan Avenue. Hoge kantoorgebouwen en hotels omringen de straat tot het Millennium Park aan de oostzijde van de straat.
Het gedeelte van Michigan Avenue tegenover Grant Park maakt deel uit van het Chicago Landmark Historic District Michigan Boulevard. Het Art Institute of Chicago is gevestigd in Grant Park langs de straat. De straat loopt ten zuiden van het centrum nog enkele kilometer zuidwaarts richting de buitenwijken van Chicago.